# بيلي كرودب
بيلي كرودب Billy Crudup ممثل أمريكي من مواليد 8 يوليو 1968، حاصل على جائزة توني كأفضل ممثل مسرحي عام 2007 عن مسرحية ساحل يوطوبيا.

## روابط خارجية
- بيلي كرودب على موقع IMDb (الإنجليزية)
- بيلي كرودب على موقع الموسوعة البريطانية (الإنجليزية)
- بيلي كرودب على موقع روتن توميتوز (الإنجليزية)
- بيلي كرودب على موقع ألو سيني (الفرنسية)
- بيلي كرودب على موقع ميوزك برينز (الإنجليزية)
- بيلي كرودب على موقع أول موفي (الإنجليزية)
- بيلي كرودب على موقع بوكس أوفيس موجو (الإنجليزية)
- بيلي كرودب على موقع قاعدة بيانات برودواي على الإنترنت (الإنجليزية)
- بيلي كرودب على موقع قاعدة بيانات الأفلام السويدية (السويدية)
- بيلي كرودب على موقع إن إن دي بي (الإنجليزية)